# Agra schwarzeneggeri
Agra schwarzeneggeri (Erwin, 2002) là một loài bọ cánh cứng trong họ carabidae được đặt theo tên diễn viên Arnold Schwarzenegger Mẫu của loài này đã được thu thập ở Costa Rica và được miêu tả đầu tiên vào năm 2002.